# 397년

## 연호
- 동진(東晉) 융안(隆安) 원년
- 고구려(高句麗) 영락(永樂) 7년
- 후연(後燕) 영강(永康) 2년
- 후진(後秦) 황초(皇初) 4년
- 서진(西秦) 태초(太初) 10년
- 북위(北魏) 황시(皇始) 2년
- 후량(後凉) 용비(龍飛) 2년
- 남량(南凉) 태초(太初) 원년
- 북량(北凉) 신새(神璽) 원년

## 기년
- 동진(東晉) 안제(安帝) 원년
- 북위(北魏) 도무제(道武帝) 12년
- 신라(新羅) 내물 마립간(奈勿麻立干) 42년
- 고구려(高句麗) 광개토왕(廣開土王) 7년
- 백제(百濟) 아신왕(阿莘王) 6년

## 사건
대한민국충청북도충주시에영락7년세제정유397년에세운충주중원고구려비中原高句麗碑가있다